# 川澄健一
川澄 健一（かわすみ けんいち、1913年2月18日 - 2015年3月13日）は昭和・平成期に活動した日本の作曲家。滋賀県彦根市出身。

## 来歴
滋賀師範学校卒業。1931年（昭和6年）度の文部省教員検定試験に合格しルドルフ・フェッチ、宮原禎次らの師事を仰ぐ。帝塚山学院高等女学校教諭や帝塚山中学校教諭を経て神戸女学院大学教授。
戦後は主にNHKや在阪民放各局の番組で劇伴を手掛け、NHK全国学校音楽コンクールや毎日新聞社主催の全日本学生音楽コンクール、JRN主催のこども音楽コンクールで長年にわたり審査員を務めた。また、近畿地方を中心に校歌や市町村歌、社歌など300曲余りを作曲し、特に詩人の竹中郁とコンビを組むことが多かった点が特筆される。1986年（昭和61年）に滋賀県文化賞、1999年（平成11年）にJASRACパイオニア賞を受賞。
2015年（平成27年）3月13日、死去。享年103（満102歳没）。

## 主な作品
島塚啓子との共著。
- みんなで歌おう愛唱歌集 シルバー・ソング・ベスト20 1〜3（ドレミ楽譜出版社、1994年）
- みんなで歌おう愛唱歌 1・2（ドレミ楽譜出版社、1998年 - 2000年）

### 校歌
- 帝塚山学園校歌「帝塚山学園の歌」(作詞:森磯吉)
- 帝塚山学院祝歌『茜雲』（作詞：小野十三郎、1951年）
- 相生市立双葉中学校校歌（作詞：小野十三郎、1957年）
- 守口市立庭窪中学校校歌（作詞：鴫原一穂、1963年）
- 守口市立東小学校（現在のよつば小学校）校歌（作詞：竹中郁、1962年）
- 兵庫医科大学校歌（作詞：上野直蔵、1974年）
- 長浜市立南郷里小学校（作詞も本人、1975年）[5]
- 大阪府立牧野高等学校校歌（作詞：小野十三郎、1976年）
- 湖南市立水戸小学校校歌（作詞：原美智子、1977年）
- 伊丹市立笹原中学校校歌（作詞：矢埜與一、1983年）
- 大阪市立堀江小学校校歌（作詞：小野十三郎）

### 市町村歌
- 彦根市民の歌（作詞：奥山平吉、1957年）[3]
- 和泉市歌（作詞：葛城天牛、1957年）
- 大和郡山市歌（作詞：中村静村）
- 能勢町町歌（作詞：竹中郁）
- 下市町の歌（作詞：菊本智）

### その他
- 集英社マーチ（作詞：若杉嵐）